# 青森県立弘前聾学校
青森県立弘前聾学校（あおもりけんりつ ひろさきろうがっこう）は、青森県弘前市原ケ平三丁目にある公立特別支援学校。聴覚障害者を教育対象とする。

## 沿革
- 1948年（昭和23年）9月14日 - 弘前市立城西小学校内に、小学部3年までの特殊学校設置[1]。
- 1950年（昭和25年）4月1日 - 弘前市立聾学校となる[1]。
- 1951年（昭和26年）7月1日 - 弘前市大字富田字安原83番地（現：同市大字南富田町5番地1号）に新築移転[1]。
- 1972年（昭和47年）10月 - 現在の原ケ平に校舎を新築移転[1]。

## 学部
- 幼稚部
- 小学部
- 中学部

## 周囲
敷地内に本校の寄宿舎があり、本校の正門から道路をはさんで位置する狼森に原ヶ平児童館がある。

## 交通
- 弘南バス
  - 「ろう学校前」下車
    - 弘前駅 - 座頭石線

  - 「ちとせ保育園前」下車、徒歩2分
    - 弘前駅 - 狼森線